# پارتی مجردی (فیلم ۱۹۸۴)
پارتی مجردی (انگلیسی: Bachelor Party) یک فیلم به کارگردانی نیل اسرائیل است که در سال ۱۹۸۴ منتشر شد. از بازیگران آن می‌توان به تام هنکس، تانی کیتین، مایکل دادیکوف، و وندی جو اسپربر اشاره کرد.

## خلاصه داستان
«ریک گاسکو» (تام هنکس) قرار است به زودی با «دبی تامپسون» ازدواج کند. دوستان ریک تصمیم می‌گیرند برای آخرین بار یک مهمانی مجردی برای او ترتیب دهند، اما طولی نمی‌کشد که کنترل اوضاع از دستشان خارج می‌شود …